# Rameau urétérique de l'artère rénale
Les rameaux urétériques de l'artère rénale sont de une à trois petites branches artérielles abdominales qui vascularisent l'uretère.

## Origine
Les rameaux urétériques de l'artère rénale naissent généralement de l'artère rénale mais peuvent provenir des ses branches.

## Trajet
Les rameaux urétériques de l'artère rénale descendent le long des faces antérieure et postérieure l’uretère.
Ils s'anastomosent avec les branches urétériques des artères gonadiques et des artères iliaques en formant un réseau tout le long de l'uretère.
Ils vascularisent l'uretère proximal et le pelvis rénal.